# Jens-Peter Brask
Jens-Peter Brask (f. 1972) er en dansk kunstsamler, kurator og forlægger, der bor og arbejder i København.
Brask har tidligere beskæftiget sig som iværksætter og restauratør og drev i mange år restaurant Halvandet på Refshaleøen i København. I 1994 købte Brask sit første kunstværk, og i dag har han 28 års erfaring som kunstsamler.
I Brasks arbejde som kurator og forlægger har han bl.a. bistået i at skabe og kuratere udstillinger for fremtrædende museer og gallerier, heriblandt 'Julian Schnabel Aktion Paintings 1985-2017' på ARoS, 'Brask Collection meets J.F. Willumsen' på J.F. Willumsen Museum og 'Linjen - Haring, Heerup Husk Mit Navn, Penck og Retna' på Heerup Museum. Brasks arbejde består derudover af forskellige offentlige udsmykningsprojekter, heriblandt en lang række gavlmalerier i samarbejde med kunstnere som Dabs Myla, Mason Saltarrelli, Lady Aiko, Anders Brinch, Husk Mit Navn, Roman Manikhin mfl.
Siden 2015 har Brask hvert år udgivet en ny bog fra serien 'Brask Studio Visits' igennem sit eget forlag 'Brask Publications'. 'Brask Studio Visits' er en bogserie hvori Brask besøger kunstnere i deres studier og værksteder, og interviewer og dokumenterer dem i deres arbejde. Udover 'Brask Studio Visits' har Brask udgivet flere forskellige kunstnerbøger siden han etablerede sit eget forlag i 2014.
Jens-Peter Brask indgik i 2018 et samarbejde med Normann CPH, hvor de i fællesskab med adskillige kunstnere skabte 'Normann x Brask Art Collection'. I denne kollektion indgår kunstgenstande som vaser, gulvtæpper, spejle, spillekort mv., der alle er unika designet af kunstnere. Kunstnerne i projektet var: Ryan Schneider, Jørgen Haugen Sørensen, Mira Dancy, Greg Bogin, Vincent Dermody, Roman Manikhin, Tony Matelli, Gudrun Hasle, Graham Collins og Anton Munar. Samarbejdet blev gentaget i 2020, hvor Normann x Brask Art Collection 2.0 blev lanceret.

## Udstillinger

### Kuraterede soloudstillinger
- 2023. Lasse Centio, Dancing doing nothing, Brask HQ, København.
- 2022. Rasmus Eckhardt, The Plant, København.
- 2022. Simon Sebastian, UR Contemporary Art & Interior, København.
- 2021. Martin Elsborg, Brask HQ, København.
- 2021. Simon Sebastian, Brask HQ, København.[15]
- 2021. Bjørn Magnussen, Brask HQ, København.
- 2020. Günther Förg, Galleri Mikael Andersen, København.[15]
- 2019. Sebastian Ploug Christensen, Nomad Workspace, København.[15]
- 2019. Martin Elsborg, Aston Martin, København.[15]
- 2018. Julian Schnabel, Aktion Paintings 1985-2017, ARoS, Aarhus, Danmark.[16]
- 2017. Frederik Næblerød, Addicted to Sex, Galleri Tom Christoffersen, København.[17][18]
- 2017. Dan Schein, Naked Pictures, Galleri Tom Christoffersen, København. [19]
- 2016. Zane Lewis, Headrush, Gether Contemporary, København.[20]
- 2015. Retna, Halvandet, København.[21]
- 2013. Dan Schein. Brandstrup Galleri, Norge.[15]

### Kuraterede gruppeudstillinger
- 2023. Floating Bodies, Amy Bessone, Jane Corrigan, Jackie Gendel, Becky Kolsrud & Ammon Rost, Galerie Mikael Andersen, København K.[22]
- 2023. Kunsten at investere - Kunstnerne, samlerne og eksperterne, Bank- og Sparekassemuseet, København K.[23]
- 2022. Curated by Jens-Peter Brask, Agnete Bertram, Anne-Sofie Overgaard, Dzvinya Podlyashetska, Nicholas Koshkosh & Simon Sebastian, Albert Contemporary, Odense.
- 2020. Skate Works. A Kassen, Anna Sørensen, Mikkel Carl, Amalie Jacobsen & Andreas Schulenburg, Copenhagen Skatepark i samarbejde med Nikolaj Kunsthal, København.[24]
- 2020. Neon. Kenny Scharf, Eddie Martinez, Devin Troy Strother, Greg Bogin, Mason Saltarrelli & Revok, Martin Asbæk, København.[25][26][27][28][29][30][31][32][33][34][35]
- 2020. Curated by Jens-Peter Brask x Nomad Workspace, Nomad Workspace, København.
- 2020. Nicholas Koshkosh & Fugleburet, Unique Room, København.[15]
- 2019. Curated by Jens-Peter Brask x Nomad Workspace, Nomad Workspace, København.
- 2017. The Brask Collection meets J.F. Willumsen, J.F. Willumsen Museum, Danmark. [22]
- 2016. UNtitled. Anthony Miler, Rune Bosse, Robert Davis & Scott Campbell, Galleri Jacob Bjørn, Aarhus.[36]
- 2016. Linjen. Keith Haring, A.R. Penck, Retna, Henry Heerup & Husk Mit Navn, Heerup Museum, København.[15][37]
- 2016. Nicky Sparre-Ulrich & Kaare Sebastian Golles. Galleri Tom Christoffersen, København.[38]
- 2015. Media. Nick Theobald, Martin Aagaard Hansen, Jennie Jieun & Ryan Schneider, Galleri Jacob Bjørn, Aarhus.[39]
- 2014. Et Brask Spark, udvalgte værker fra The Brask Collection, Munkeruphus Museum, Danmark.[40]
- 2013. Schneids & Heids. Ryan Schneider & Daniel Heidkamp, Bendixen Contemporary Art, København.[15]
- 2013. Blue Bottle Coffee. Maximilian Schubert, Robert Davis, Graham Collins & Peter Demos, Martin Asbæk, København.[15]
- 2013. News from New York. Austin Eddy, Joseph Hart, Ella Kruglyanskaya, Anthony Miler, Mason Saltarrelli & Maximilian Schubert, Galleri Tom Christoffersen, København.[41]
- 2013. Dansk Graffiti 1984-2013. KUNSTEN Museum of Modern Art, Aalborg.[42][43]
- 2012. An Øje @Thehole, Michael Kvium, Kasper Sonne, Maiken Bent, Jan S. Hansen, John Kørner, Søren Behncke, Peter Funch, Husk Mit Navn & Jesper Dalgaard, The Hole Gallery New York, New York.[15]
- 2011. Washed up and Bleached out. Sam Moyer, Jess Fuller & Aspen Mays, Galleri Tom Christoffersen, København.[44]

## Offentlige udsmykningsprojekter
- 2023. Brooklyn Brewery, Den Røde Plads, København.
- 2022. Henrik Soten, Racket Club, København.
- 2022. Simon Sebastian, Yellow Collage, Tour de France Denmark, Tour Art, Destination Sjælland.
- 2022. Jake Genovesi, Norgesgade, København.
- 2022. Ben Eine, Peter Ipsens Allé, København.
- 2022. Ginge-manden, Henrik Soten, Hostrupvej, Frederiksberg.
- 2022. Dzvinya Podlyashetska, Høje Gladsaxe Torv, Søborg.
- 2021. Mathias Malling Mortensen, VIPP, København.
- 2021. Albani, Albanigade, Odense.
- 2021. Peter Birk, Go Hotel City, København.
- 2021. Fugleburet, Donaugade, København.
- 2021. Martin Elsborg, Kildebakken, Søborg.
- 2021. Sabe & More, København.
- 2021. Henrik Soten, Rodosvej, København.
- 2021. Søren Solkær, Tøndergade, København.
- 2021. Rasmus Eckhardt, Frederiksborgvej, København.
- 2021. Nicholas Koshkosh, Mie Olise Kjærgaard, Bjørn Magnussen, Joël Bigaignon & Martha Hviid, København.[45]
- 2020. Anton Munar, Mathias Malling Mortensen, Anders Scrmn Meisner, Henrik Soten, Martin Paaskesen, Kinga Bartis & Anna Stahn, Valby Hallen, København.[15][46][47] [48] [49][50]
- 2020. Henrik Soten gavl, Murciagade 2, København.  Arkiveret 18. december 2020 hos  Wayback Machine
- 2020. Tuukka Tammisaari, Sverigesgade/Konegdybet, København.
- 2020. Henrik Soten, The Plant, København.
- 2020. Henrik Soten, Wulff & Konstali Food Shop, København [51]
- 2020. Nowhereland Design, Sporting Health Club, København.[15]
- 2020. Henrik Soten, Klimarådet, København.
- 2019. Timmi Mensah, Lagkagehuset Ørestad, København.
- 2019. Victor Ash, The Plant, København.[15]
- 2019. Henrik Soten, Lagkagehuset Holbæk, Holbæk.
- 2019. Martin Paaskesen, Martin Elsborg, Fugleburet, Timmi Mensah & Sebastian Ploug Christensen, Kunst i Lejet, Tisvildeleje. [15]
- 2019. Mad C, Timmi Mensah, AIKO, Anders Brinch, Jon Stahn, Coline Marotta (Webside ikke længere tilgængelig), Mason Saltarrelli & Dabs Myla, Rentemestervej, København.[52][53][54][55][11][56][57][58][9][59][55][53][60][61][62][63][64]
- 2018. Kenny Scharf, Griffenfeldsgade, København. [15]
- 2018. Boy Kong, Husk Mit Navn & Victor Ash, Rentemestervej, København.[15]
- 2018. Sebastian Ploug Christensen, KC Oritz & Martin Paaskesen, Aarhus Festuge, Aarhus. [15]
- 2017. CMP, Mikael B, Roman Manikhin, Peter Birk & Jakob Tolstrup, Rentemestervej, København. [15]
- 2017. Dua Boys, Smag, Faze, Money, Soten & Skinny, udsmykning af tunneller, København. [15]
- 2016. ZUSA, Refshaleøen, København.
- 2015. Retna, Alderosgade, Nygårdsvej & Refshaleøen, København.[15]
- 2011. Cope 2, Ingerslevgade, København.[15]

## Publikationer
- 2022. Simon Sebastian All At Once
- 2022. The Brask Collection
- 2020. Koshkosh
- 2020. Brask Studio Visits VI
- 2019. Martin Paaskesen - Running Unpretentious [65]
- 2019. Brask Studio Visits V [66]
- 2019. Fra Skitse til Piece
- 2018. Brask Studio Visits IV [67]
- 2018. Julian Schnabel - Aktion Paintings 1985-2017 [68]
- 2017. The Brask Collection Meets J.F. Willumsen [69]
- 2017. Dan Schein [70]
- 2017. ZUSA [71]
- 2017. Brask Studio Visits III [72]
- 2016. Dmote - I'm Over Here [73]
- 2016. Brask Studio Visits II [74]
- 2016. Linjen - Haring, Heerup, Husk Mit Navn, Penck & Retna [75]
- 2015. Brask Studio Visits [76]
- 2015. Brask Collection at Munkeruphus [77]
- 2014. Copenhagen Black Books [78]
- 2013. Dansk Graffiti 1984-2013 [79]

## Design
- 2023. Zinck Editions x Jens-Peter Brask x International Artists.
- 2022. Larsen & Eriksen x Mathias Malling Mortensen x Jens-Peter Brask.
- 2020. Lucie Kaas - 3 Days of Design.[15] [80]
- 2019. Normann x Brask Art Collection.[15][81][13]

## Kuratering af auktioner til fordel for velgørenhed
- 2021 & 2022: Børns Vilkår & Bruun Rasmussen.[82]
- 2020: Dansk Flygtningehjælp i samarbejde med Lucie Kaas.[80] [83] [84] [85]
- 2019, 2020 & 2021: Ungdommens Røde Kors.[86][87]
- 2014, 2015, 2016, 2017, 2018 & 2020: Røde Kors Klub 100.